# LMP – Partido Verde da Hungria
O LMP – Partido Verde da Hungria (em húngaro: LMP – Magyarország Zöld Pártja ou Zöldek : Verdes) é um partido político húngaro eco-liberal.  Até 8 de fevereiro de 2020, seu nome era A política pode ser diferente (em húngaro: Lehet más a politika, LMP). É dirigido por um colegiado cujos copresidentes são Erzsébet Schmuck e Máté Kanász-Nagy.
Foi fundado em 2008, como uma associação que defendia uma reforma do sistema político. Em 2009, transformou-se em partido político.
O partido define-se como um partido de centro, entre o Fidesz e o Partido Socialista Húngaro, seguindo uma linha  liberal e ambientalista.
O partido é membro do Partido Verde Europeu e da Global Verde.

## Resultados eleitorais

### Eleições legislativas
| Data | CI. | Votos   | %            | +/- | Deputados | +/- | Status   |
| ---- | --- | ------- | ------------ | --- | --------- | --- | -------- |
| 2010 | 4.º | 383 786 | 7,5 / 100,00 |     | 16 / 386  |     | Oposição |
| 2014 | 4.º | 252 373 | 5,3 / 100,00 | 2,2 | 5 / 199   | 11  | Oposição |
| 2018 | 4.º | 404 425 | 7,1 / 100,00 | 1,8 | 8 / 199   | 3   | Oposição |

### Eleições europeias
| Data | CI. | Votos   | %            | +/- | Deputados | +/- |
| ---- | --- | ------- | ------------ | --- | --------- | --- |
| 2009 | 4.º | 75 522  | 2,6 / 100,00 |     | 0 / 22    |     |
| 2014 | 6.º | 116 904 | 5,0 / 100,00 | 2,4 | 1 / 21    | 1   |
| 2019 | 8.º | 75 498  | 2,2 / 100,00 | 2,8 | 0 / 21    | 1   |